# 児島気奈
児島 気奈（こじま きな、1982年2月24日- ）は、日本の実業家。株式会社K-PRO創立者及び代表・取締役。

## 来歴・人物
出身は東京都大田区の、本人曰く「工業地帯の方の下町」。実家はペンキ店を営んでおり、同じく父親が塗装業だったビートたけし、浜田雅功に同じような境遇を感じているという。
その父親が大のお笑い好きで、テレビで一緒にコント55号、萩本欽一、上岡龍太郎、大竹まことらを観て過ごしていた。当人も子供の頃から志村けん、とんねるず、ウッチャンナンチャン、ダウンタウンが好きで、上岡龍太郎は「話のプロみたいな人ですごく格好良く見えて、ああいうしゃべり方ができたら」と憧れて一番初めに好きだと思ったという。
人前に出ることが好きで、小学生時代から高校生時代まで部活はずっと演劇部。その中学・高校生時代にフジテレビの番組『ボキャブラ天国』を観て若手芸人に興味を持つ。ただ、この当時はまだお笑いライブというものがあることは知らなかったという。
高校生当時のインターネットもまだ未熟だった時代、お笑いなどの雑誌で見た文通相手募集コーナーで地方のお笑い好き同士と友達になって地方のお笑い番組のビデオテープを送ってもらったり情報交換をしたりしていた。そのような中で文通で知り合った女子から、お笑いライブを手伝いに行かないかと誘われ、軽い気持ちで行ったものの、初めて行ったそこには有名な芸人は全くおらず客も少なく、知らない芸人ばかりでその芸人たちのネタがウケてなかったということで、その時は来たことを後悔したという。そこでふて腐れていたところ、それを見ていた出演芸人の一人から怒られたことで、「何で知らない人から怒られなければいけないの」と思って、「絶対に、必要とされるようなスタッフになろう。そして主催者になって自分が“頭を下げられる”ような人になろう」と思うようになる。
一方では、「いずれ主催者になるのなら、自分でも舞台に立って、芸人さんと同じ経験した方がいい」として高校3年生の頃から自分自身が一時期芸人として活動していたことがあり、文通仲間の女子と「ブルーン@バルーン」というコンビを組んで活動していたことがあった（なお、このコンビの初舞台の共演者の中にはマシンガンズがいた）。その後、別の男子を加入させてトリオを組んだりしながら試行錯誤するもユニットは自然消滅し、ピンで活動していたこともあった。この他にMCのアシスタントや、キャラクターのイベントショーで司会進行を務めるなど、本人曰く「3～4年ほど自分でも舞台に立つ機会」があった。
2003年に理想のお笑いライブを目指し自主ライブを開催。その後、元芸人の松本剛と、東京都渋谷区の劇場「シアターD」で音響・照明のスタッフをしていた女性と一緒に、劇場を借りる際に自分が“代表者”となったことで、ここから自分が「K-PRO」代表になったとしている。そして正式に「K-PRO」を旗揚げし、2004年5月18日、東京・新宿Fu-で初ライブ「行列の先頭」 を開催。以後当人はK-PRO運営、所属芸人の育成、マネジメント業務、番組制作、キャスティングの他、ゴッドタン、めちゃ2イケてるッ!などに審査員役などで出演しているほか、若手芸人の紹介協力も行っている。2020年9月28日より6か月間、地方AMラジオ局各局ネット番組『K-PRO児島のお笑い大図鑑』のメインパーソナリティを務める。

## 出演

### テレビ
- ゴッドタン （テレビ東京）
- めちゃ2イケてるッ! （フジテレビ）
- アルピーテイル （テレビ朝日）
- オールナイトフジコ（フジテレビ、2023年9月16日）

### ラジオ
- K-PRO児島のお笑い大図鑑 （山形放送、山梨放送、四国放送、西日本放送、長崎放送、山口放送、静岡放送）

## 著書
- 児島気奈『笑って稼ぐ仕事術 お笑いライブ制作K-PROの流儀』文藝春秋、2023年。ISBN 978-4-16-391763-4。
- 児島気奈『芸人沼から抜けられない。』ポプラ社、2024年。ISBN 978-4591181324。